# Ủy ban 300
Ủy ban 300, còn được gọi là The Olympians, là một hội do tầng lớp quý tộc Anh Quốc thành lập vào năm 1727. Những người theo thuyết cáo buộc sự tồn tại của ủy ban này tin rằng đây là một hội đồng quốc tế muốn thâu tóm chính trị, thương mại, ngân hàng, truyền thông và quân sự trên toàn cầu.